# Brits-West-Afrikaanse pond
Het Brits-West-Afrikaanse pond was een munteenheid die in 1907 door de Britse koloniale macht werd gecreëerd voor de gebieden van Brits-West-Afrika en tijdelijk werd overgenomen door de onafhankelijke staat Liberia. Het Brits-West-Afrikaanse pond werd later vervangen door de valuta's van de staten die toen onafhankelijk werden. Het kwam overeen met één pond sterling.

## Geschiedenis
Het Brits-West-Afrikaanse pond was geldig in de toenmalige Britse gebieden van het huidige Nigeria, Ghana (toenmalige Goudkust), Sierra Leone en Gambia. Vanaf 1912 werd de munt uitgegeven door de West African Monetary Board. Liberia - hoewel geen Britse kolonie - verving al in 1907 zijn eigen munt, de Liberiaanse dollar, door het Brits-West-Afrikaanse pond. In 1943 vervingen de Liberianen het Brits-West-Afrikaanse pond door de Amerikaanse dollar. Het Britse deel van Kameroen adopteerde de munt in 1916 nadat dat gebied Brits werd na de vroege nederlaag van de Duitsers in de Eerste Wereldoorlog.

## Denominaties
Munten werden uitgegeven in coupures van 1/10, ½, 1, 3 en 6 cent, evenals 1 en 2 shilling. Bankbiljetten waren verkrijgbaar in eenheden van 1, 2, 5, 10, 20 en 100 shilling en als biljetten van 1 en 5 pond.

## Afschaffing
Tussen 1958 en 1968 werd het Brits-West-Afrikaanse pond afgeschaft in de toenmalige onafhankelijke Afrikaanse staten en vervangen door hun eigen valuta:
| Land         | Jaar | Nieuwe munt          |
| ------------ | ---- | -------------------- |
| Ghana        | 1958 | Ghanese pond         |
| Nigeria      | 1958 | Nigeriaanse pond     |
| Kameroen     | 1961 | CFA-frank            |
| Sierra Leone | 1964 | Sierra Leoonse leone |
| Gambia       | 1968 | Gambiaanse pond      |